# Tsirang Toe
Tsirang Toe – gewog w dystrykcie Cirang, w Bhutanie. Według danych z 2017 roku liczył 1451 mieszkańców.